# 桂岩院
桂岩院（けいがんいん、? - 慶長9年8月17日（1604年9月10日））は、安土桃山時代の女性。上杉景勝の継室、上杉定勝の生母。
なお本項では「四辻氏」と記すものとする。

## 生涯
四辻公遠の娘。本名は不詳。母は杉原氏（四辻家の家女房か）。兄弟に四辻季継、高倉嗣良（後年藪嗣良と改名）等、姉妹に後水尾天皇寵姫お与津御寮人。甥に山浦光則等、姪に文智女王、後水尾天皇寵姫四辻継子等がいる。一説では上杉家に出入りする商人の斡旋により、京都で景勝に見初められて側室になったといわれているが、確実な史料は存在せず、側室となった経緯は不明である。
側室として米沢に入り米沢城に居住して景勝に仕え、景勝の子供を身ごもり、景勝の伏見滞在中の慶長9年（1604年）5月に米沢城で上杉家次期当主となる玉丸（後の定勝）を出産した。
しかし、産後の経過が悪く景勝の命により神社仏閣への快癒祈願や医師の治療など万策を尽くしたが効無く、玉丸出産から3ヵ月余り後、景勝の帰還を待たずして死去した。景勝はこの薄幸の愛妾が余りにも早く亡くなったことを深く嘆き、その葬儀を家老直江兼続管轄の下、上杉家菩提寺の林泉寺で執り行った。戒名は桂岩院殿月正清佳大姉。墓所は始め米沢林泉寺、のちに寛永6年（1629年）4月、景勝の菩提寺でもある米沢極楽寺に移葬。米沢極楽寺はもともと中条氏の菩提寺であったが、以後米沢藩主との関係も深くなり、上杉綱憲の側室二人の墓所とされた。

## 人物・逸話
四辻氏とその存在自体、そして景勝が彼女を寵愛したことは上杉家臣たちの好意や好感を得られていなかったといわれる。四辻氏の米沢城入り直後に地震が起きたことを、景勝が正室の菊姫を差し置いて側室である女を城内に入れたことへの天罰としたり、彼女があまりにも早く死んだ原因を菊姫の怨霊の祟りとする俗説もあるという。
この俗説に関しては、菊姫は政略結婚によって上杉家に嫁いだ女性であるにもかかわらず、複数の史書に才色兼備を謳われている程、上杉家中一同の深い敬愛を集める存在であったと伝えられることから、四辻氏という女性の存在自体を認めたくない家臣などが少なからずいた可能性は否定できないとの説もある。しかし、当時、世継ぎのいない大名家を幕府が次々と改易していた事実を考えると、四辻氏は世継ぎを得るために家臣たちの了解と勧めのもと、景勝が自らの側室として納れた女性であった可能性が高い。『上杉家御年譜』によれば、定勝の誕生は直ちに当時景勝が滞在中であった伏見に伝えられ、伏見在中の家臣たちは悉く参賀し慶祝したと記録されている。
その後、上杉家と四辻家には、四辻氏の甥であるキリシタン公卿山浦光則の処遇などを巡る幕府との軋轢などもあった一方で、景勝と四辻氏の孫にあたる3代藩主綱勝は、継室として又従姉妹にあたる四辻公理の娘富姫を迎え、四辻家との縁をさらに深めている。

## 登場作品
- 漫画

河村恵利『花の君参る 上杉景勝室・菊姫』（秋田書店）2009年2月単行本発行。ISBN 4253195865　※作中における名前は「斎（さい）」。